# Váng sữa
Váng sữa (Whey) là chất lỏng còn lại sau khi sữa được cô đặc dẫn và chắt lọc. Nó là sản phẩm phụ của quá trình sản xuất pho mát hoặc casein và có một số mục đích sử dụng thương mại. Sweet whey là sản phẩm phụ thu được từ việc sản xuất rennet các loại pho mát cứng, như cheddar hoặc pho mát Thụy Sĩ. Whey chua là một sản phẩm phụ được tạo ra trong quá trình sản xuất các loại sản phẩm từ sữa có axit, chẳng hạn như phô mai tươi hoặc sữa chua dẻo. Đạm váng sữa (Whey protein) có chứa α-lactalbumin, β-lactoglobulin, serum albumin, các immunoglobulin, và peptone proteose.